# Hlebec
Hlebec je priimek v Sloveniji, ki ga je po podatkih Statističnega urada Republike Slovenije na dan 1. januarja 2010 uporabljalo 216 oseb.

## Znani nosilci priimka
- Albert Hlebec (1899, Trbovlje - 1939, ZDA), sindikalni delavec, delavski politik
- Jože Hlebec, častnik Jugoslovanske vojske v domovini, poveljnik Gorenjskega četniškega odreda; upravnik zapora (samomor 1945)
- Urška Hlebec (*1965), igralka, lutkarica
- Valentina Hlebec (*197#), sociologinja, metodologinja, univ. prof. (FDV)
- Vida Hlebec, kmetijska/biotehniška šolnica (Grm, Novo mesto)